# Einwohnerentwicklung von Essen
Dieser Artikel gibt die Einwohnerentwicklung von Essen tabellarisch und graphisch wieder.
Am 31. Dezember 2021 betrug die Amtliche Einwohnerzahl für Essen nach Fortschreibung des Landesbetriebes Information und Technik NRW 579.432 (nur Hauptwohnsitze und nach Abgleich mit den anderen Landesämtern).

## Einwohnerentwicklung
Eine exakte Angabe der Zahlen ab dem Mittelalter ist nicht möglich, da Erhebungen wie spätere Volkszählungen fehlen. Bei Vorhandensein von Steuerlisten lässt sich jedoch die Einwohnerzahl schätzen. In den Steuerlisten werden die Haushaltsvorstände genannt, wobei man pro Haushalt in der Forschung vier bis fünf Personen veranschlagt. So kann die Anzahl der Haushaltsvorstände zu einer ungefähren Gesamteinwohnerzahl hochgerechnet werden. In Essen liegen Steuerlisten ab 1380 vor, jedoch nicht durchgehend beziehungsweise regelmäßig. Die Liste des Jahres 1380 mit rund 660 Einträgen lässt daher auf ungefähr 3000 Einwohner schließen. Bis zum 15. Jahrhundert geht man von einer recht gleichbleibenden Bevölkerungszahl aus, was sich im 16. Jahrhundert änderte. Eine Steuererhebung zur Abwehr der vordringenden türkischen Heere im Jahr 1552 führt 734 Haushaltsvorstände auf, im Jahr 1580 bereits 937. Damit gab es für das letztgenannte Jahr bei vier bis fünf Personen im Haushalt und unter Berücksichtigung der lebenden Laien innerhalb des Stiftsbezirks etwa 4500 Einwohner. Diesen Aufwärtstrend stoppte der Dreißigjährige Krieg. Zum Jahr 1630 ergibt eine Schätzung einen Rückgang auf wieder rund 3000 Personen. Der Kanonikus Biesten zählte 1775 im Essener Stadtbereich 821 Häuser, was auf einen Anstieg der Bevölkerung hinweisen kann. Die Schätzungen sind jedoch dadurch erschwert, dass in einem Haus oft nicht nur eine Familie wohnte, sondern das auch zusätzlich vermietet wurde.
Bis ins 19. Jahrhundert eher kleinstädtisch geprägt, begann die Einwohnerschaft Essens durch starke Zuzüge im Verlauf der industriellen Entwicklung im Ruhrgebiet explosionsartig anzuwachsen. Die Fabriken der Friedrich Krupp AG und der Steinkohlenbergbau benötigten zehntausende Arbeitskräfte. Durch Einwanderung dieser überschritt die Einwohnerzahl der Stadt 1896 die Grenze von 100.000; Essen wurde zur Großstadt.
In den folgenden Jahren kam es zu zahlreichen Eingemeindungen in den Stadtkreis Essen (in Klammern die Einwohnerzahl):
- 1. August 1901 Altendorf (1900 = 63.238),
- 1. Juli 1905 Rüttenscheid (1900 = 14.735),
- 1. April 1908 Huttrop (1895 = 2549),
- 1. April 1910 Rellinghausen (1895 = 5275),
- 1. April 1915 Altenessen (1910 = 40.644), Bredeney (1910 = 8449), Borbeck  (1910 = 71.106) und Haarzopf (1910 = 1521).

Bei der Volkszählung vom 5. Dezember 1917 wurde eine ortsanwesende Gesamtbevölkerung von 470.606 Personen ermittelt. Darunter waren nach Angaben der Volkswirtschaftlichen Abteilung des Kriegsernährungsamtes 8984 Militärpersonen und 6830 Kriegsgefangene.
Am 1. August 1929 wurde der Landkreis Essen aufgelöst und seine Gemeinden mit zusammen 164.755 Einwohnern (Personenstandsaufnahme 1928) überwiegend in die Stadt Essen eingegliedert. Größte Gemeinden waren (in Klammern das Ergebnis der Volkszählung vom 16. Juni 1925):
- Kray (25.413),
- Katernberg (22.392),
- Steele (16.038),
- Stoppenberg (13.720)
- Kupferdreh (13.373),
- Werden (13.201) und
- Schonnebeck (11.486).

Durch die Eingemeindungen lebten in Essen 1929 erstmals mehr als 600.000 Menschen. Damit war Essen die fünftgrößte Stadt Deutschlands. Bei der Volkszählung vom 17. Mai 1939 wurden 666.743 Personen ermittelt.
Nach einem kurzen aber heftigen Einbruch der Einwohnerzahlen im Zweiten Weltkrieg (April 1945 = 285.192 Einwohner) wuchs die Stadt bis 1962 ununterbrochen durch Geburtenüberschüsse, die bis 1967 zu verzeichnen waren, und zunächst noch bis 1958 durch Zuzüge weiter. 1962 zählte man umgerechnet auf das heutige Stadtgebiet 749.193 Einwohner (Kettwig und Burgaltendorf wurden erst später eingemeindet – im damaligen Stadtgebiet waren es 731.220), der bisher höchste Bevölkerungsstand war erreicht.
Im Zuge vermehrter Schließungen von Steinkohlezechen verloren jedoch Tausende ihre Arbeit, was zwar zunächst bei den Arbeitslosenzahlen nicht auffiel, umso stärker aber in der Bevölkerungsbilanz. Eine stetig steigende Anzahl Menschen verließ die Stadt. Im Krisenjahr 1967 waren es fast 10.000. Seitdem ging die Bevölkerung, mit kurzen Ausnahmen 1975 (Eingemeindung von Kettwig mit 18.793 Einwohnern) und zu Anfang der 1990er Jahre, kontinuierlich zurück. 1988 wurde Essen von Frankfurt am Main in der Einwohnerzahl überholt. Zwei Drittel des Bevölkerungsverlustes sind auf die anhaltenden Sterbeüberschüsse zurückzuführen, der Rest sind Wanderungsverluste. Momentan ist die Wanderungsbilanz ausgeglichen bis leicht positiv.
Im Jahre 2010 stand die Stadt mit 574.635 Einwohnern unter den deutschen Großstädten an neunter, innerhalb Nordrhein-Westfalens an vierter Stelle. Das bedeutet seit 1962 einen Rückgang um 23,3 Prozent (174.558 Personen). Die Tendenz war bis 2011 weiter fallend, da der Sterbeüberschuss jedes Jahr eine Größe von etwa 2500 bis 3000 Personen erreichte. Auch bei deutlichen Wanderungsgewinnen (welche die Stadt nicht vermeldet) führte dies zu einer schrumpfenden Bevölkerung. Seit 2012 steigt die Bevölkerung wieder an.
Die folgende Übersicht zeigt die Einwohnerzahlen nach dem jeweiligen Gebietsstand. Bis 1813 handelt es sich meistens um Schätzungen, danach um Volkszählungsergebnisse (¹) oder amtliche Fortschreibungen der Stadtverwaltung (bis 1970) und des Statistischen Landesamtes (ab 1971). Die Angaben beziehen sich ab 1834 auf die Zollabrechnungsbevölkerung, ab 1871 auf die Ortsanwesende Bevölkerung, ab 1925 auf die Wohnbevölkerung und seit 1987 auf die Bevölkerung am Ort der Hauptwohnung. Vor 1834 wurde die Einwohnerzahl nach uneinheitlichen Erhebungsverfahren ermittelt.

### Von 1380 bis 1870
(jeweiliger Gebietsstand)
| Jahr/Datum          | Einwohner       |
| ------------------- | --------------- |
| 1380                | ca. 3.000       |
| 1552                | ca. 3.300       |
| 1580                | ca. 4.500       |
| 1630                | ca. 3.000       |
| 1775                | ca. 3.500–4.500 |
| 1803                | 3.480           |
| 1. Dezember 1816 ¹. | 4.721           |
| 1. Dezember 1822 ¹. | 4.842           |

| Datum              | Einwohner |
| ------------------ | --------- |
| 1. Dezember 1825 ¹ | 5.130     |
| 1. Dezember 1831 ¹ | 5.460     |
| 3. Dezember 1834 ¹ | 5.660     |
| 3. Dezember 1837 ¹ | 5.784     |
| 3. Dezember 1840 ¹ | 6.391     |
| 3. Dezember 1843 ¹ | 7.175     |
| 3. Dezember 1846 ¹ | 7.912     |

| Datum              | Einwohner |
| ------------------ | --------- |
| 3. Dezember 1849 ¹ | 08.813    |
| 3. Dezember 1852 ¹ | 10.552    |
| 3. Dezember 1855 ¹ | 12.963    |
| 3. Dezember 1858 ¹ | 17.215    |
| 3. Dezember 1861 ¹ | 20.811    |
| 3. Dezember 1864 ¹ | 31.336    |
| 3. Dezember 1867 ¹ | 40.695    |

¹ Volkszählungsergebnis

### Von 1871 bis 1944
(jeweiliger Gebietsstand)
| Datum               | Einwohner |
| ------------------- | --------- |
| 1. Dezember 1871 ¹  | 051.513   |
| 1. Dezember 1875 ¹  | 054.790   |
| 1. Dezember 1880 ¹  | 056.944   |
| 1. Dezember 1885 ¹  | 065.064   |
| 1. Dezember 1890 ¹  | 078.706   |
| 2. Dezember 1895 ¹  | 096.128   |
| 31. Dezember 1896 ² | 101.600   |
| 31. Dezember 1897 ² | 106.450   |
| 31. Dezember 1898 ² | 110.700   |
| 31. Dezember 1899 ² | 114.330   |
| 1. Dezember 1900 ¹  | 118.862   |
| 31. Dezember 1901 ² | 185.665   |
| 31. Dezember 1902 ² | 183.595   |
| 31. Dezember 1903 ² | 185.471   |
| 31. Dezember 1904 ² | 199.615   |
| 1. Dezember 1905 ¹  | 231.360   |
| 31. Dezember 1906 ² | 240.846   |
| 31. Dezember 1907 ² | 249.603   |

| Datum               | Einwohner |
| ------------------- | --------- |
| 31. Dezember 1908 ² | 262.512   |
| 31. Dezember 1909 ² | 271.458   |
| 1. Dezember 1910 ¹  | 294.653   |
| 31. Dezember 1911 ² | 302.229   |
| 31. Dezember 1912 ² | 307.879   |
| 31. Dezember 1913 ² | 320.502   |
| 1. Dezember 1916 ¹  | 457.079   |
| 5. Dezember 1917 ¹  | 470.606   |
| 8. Oktober 1919 ¹   | 439.257   |
| 31. Dezember 1919 ² | 444.754   |
| 31. Dezember 1920 ² | 458.144   |
| 31. Dezember 1921 ² | 472.892   |
| 31. Dezember 1922 ² | 479.220   |
| 31. Dezember 1923 ² | 471.599   |
| 31. Dezember 1924 ² | 474.226   |
| 16. Juni 1925 ¹     | 470.524   |
| 31. Dezember 1925 ² | 470.982   |
| 31. Dezember 1926 ² | 471.998   |

| Datum               | Einwohner |
| ------------------- | --------- |
| 31. Dezember 1927 ² | 475.680   |
| 31. Dezember 1928 ² | 478.898   |
| 31. Dezember 1929 ² | 644.850   |
| 31. Dezember 1930 ² | 647.646   |
| 31. Dezember 1931 ² | 647.360   |
| 31. Dezember 1932 ² | 647.408   |
| 16. Juni 1933 ¹     | 654.461   |
| 31. Dezember 1933 ² | 655.989   |
| 31. Dezember 1934 ² | 660.355   |
| 31. Dezember 1935 ² | 661.034   |
| 31. Dezember 1936 ² | 667.762   |
| 31. Dezember 1937 ² | 670.849   |
| 31. Dezember 1938 ² | 668.700   |
| 17. Mai 1939 ¹      | 666.743   |
| 31. Dezember 1939 ² | 672.100   |
| 31. Dezember 1940 ² | 667.500   |

¹ Volkszählungsergebnis
Quelle: Stadt Essen

### Von 1945 bis 1989
(jeweiliger Gebietsstand)
| Datum                | Einwohner |
| -------------------- | --------- |
| 30. April 1945 ²     | 285.192   |
| 31. Dezember 1945 ²  | 488.035   |
| 29. Oktober 1946 ¹   | 524.728   |
| 31. Dezember 1947 ²  | 554.797   |
| 13. September 1950 ¹ | 605.411   |
| 31. Dezember 1951 ²  | 625.520   |
| 31. Dezember 1952 ²  | 640.598   |
| 31. Dezember 1953 ²  | 663.476   |
| 25. September 1956 ¹ | 698.925   |
| 6. Juni 1961 ¹       | 726.550   |
| 31. Dezember 1961 ²  | 729.634   |
| 31. Dezember 1962 ²  | 731.220   |
| 31. Dezember 1963 ²  | 730.970   |
| 31. Dezember 1964 ²  | 730.598   |

| Datum               | Einwohner |
| ------------------- | --------- |
| 31. Dezember 1965 ² | 727.460   |
| 31. Dezember 1966 ² | 719.348   |
| 31. Dezember 1967 ² | 709.423   |
| 31. Dezember 1968 ² | 704.948   |
| 31. Dezember 1969 ² | 702.615   |
| 27. Mai 1970 ¹      | 698.434   |
| 31. Dezember 1970 ² | 696.733   |
| 31. Dezember 1971 ² | 691.830   |
| 31. Dezember 1972 ² | 683.299   |
| 31. Dezember 1973 ² | 674.000   |
| 31. Dezember 1974 ² | 665.354   |
| 31. Dezember 1975 ² | 677.568   |
| 31. Dezember 1976 ² | 670.221   |
| 31. Dezember 1977 ² | 664.408   |

| Datum               | Einwohner |
| ------------------- | --------- |
| 31. Dezember 1978 ² | 658.358   |
| 31. Dezember 1979 ² | 652.501   |
| 31. Dezember 1980 ² | 647.643   |
| 31. Dezember 1981 ² | 643.640   |
| 31. Dezember 1982 ² | 638.812   |
| 31. Dezember 1983 ² | 631.608   |
| 31. Dezember 1984 ² | 625.705   |
| 31. Dezember 1985 ² | 619.991   |
| 31. Dezember 1986 ² | 615.421   |
| 25. Mai 1987 ¹      | 623.427   |
| 31. Dezember 1987 ² | 621.436   |
| 31. Dezember 1988 ² | 620.594   |
| 31. Dezember 1989 ² | 624.445   |

¹ Volkszählungsergebnis
Quellen: Stadt Essen (bis 1970), Landesbetrieb Information und Technik Nordrhein-Westfalen (ab 1971)

### Seit 1990
(jeweiliger Gebietsstand)
| Datum             | Amtliche Einwohnerzahl | Einwohner- meldeamt |
| ----------------- | ---------------------- | ------------------- |
| 31. Dezember 1990 | 626.973                | 630.350             |
| 31. Dezember 1991 | 626.989                | 630.148             |
| 31. Dezember 1992 | 627.269                | 629.946             |
| 31. Dezember 1993 | 622.380                | 625.144             |
| 31. Dezember 1994 | 617.955                | 620.595             |
| 31. Dezember 1995 | 614.861                | 616.167             |
| 31. Dezember 1996 | 611.827                | 612.690             |
| 31. Dezember 1997 | 608.732                | 609.373             |
| 31. Dezember 1998 | 603.194                | 603.335             |
| 31. Dezember 1999 | 599.515                | 599.008             |
| 31. Dezember 2000 | 595.243                | 596.270             |
| 31. Dezember 2001 | 591.889                | 594.494             |

| Datum               | Amtliche Einwohnerzahl | Einwohner- meldeamt |
| ------------------- | ---------------------- | ------------------- |
| 31. Dezember 2002 ² | 585.481                | 591.890             |
| 31. Dezember 2003 ² | 589.499                | 586.750             |
| 31. Dezember 2004 ² | 588.084                | 586.318             |
| 31. Dezember 2005 ² | 585.430                | 584.295             |
| 31. Dezember 2006 ² | 583.198                | 582.016             |
| 31. Dezember 2007 ² | 582.140                | 580.597             |
| 31. Dezember 2008 ² | 579.759                | 577.290             |
| 31. Dezember 2009 ² | 576.259                | 572.624             |
| 31. Dezember 2010 ² | 574.635                | 571.392             |
| 9. Mai 2011 ¹       | 566.201                |                     |
| 31. Dezember 2011 ² | 565.900                | 570.394             |
| 31. Dezember 2012 ² | 566.862                | 571.407             |

| Datum             | Amtliche Einwohnerzahl | Einwohner- meldeamt |
| ----------------- | ---------------------- | ------------------- |
| 31. Dezember 2013 | 569.884                | 573.115             |
| 31. Dezember 2014 | 573.784                | 576.671             |
| 31. Dezember 2015 | 582.624                | 584.782             |
| 31. Dezember 2016 | 583.084                | 589.145             |
| 31. Dezember 2017 | 583.393                | 590.194             |
| 31. Dezember 2018 | 583.109                | 590.611             |
| 31. Dezember 2019 | 582.760                | 591.018             |
| 31. Dezember 2020 | 582.415                | 591.032             |
| 31. Dezember 2021 | 579.432                | 588.375             |
| 31. Dezember 2022 | 572.237                | 593.489             |
| 31. Dezember 2023 | 574.082                | 595.908             |
| 31. Dezember 2024 | 574.682                | 597.066             |

¹ Zensus 2011
Quellen:
- Landesbetrieb Information und Technik Nordrhein-Westfalen / Amtliche Einwohnerzahl von Essen

## Bevölkerungsprognose

Nebenstehende Prognose (rot) im Vergleich zur realen Entwicklung von 1990 bis 2017 (blau)

In ihrem 2006 publizierten Wegweiser Demographischer Wandel 2020, in dem die Bertelsmann-Stiftung Daten zur Entwicklung der Einwohnerzahl von 2.959 Kommunen in Deutschland lieferte, wurde für Essen ein Rückgang der Bevölkerung zwischen 2003 und 2020 um 6,3 Prozent (37.083 Personen) vorausgesagt.
Nach einer Prognose des Landesamtes für Datenverarbeitung und Statistik NRW sollte die Essener Einwohnerzahl bis 2025 auf 539.000 zurückgehen, was jedoch erheblich mehr ist, als noch vor wenigen Jahren schon für das Jahr 2015 vorausgesagt wurde. Nach damaligen Berechnungen sollte die Bevölkerung schon zu dem Zeitpunkt auf 525.000 gesunken sein. Die Einwohnerzahl entwickelte sich in den letzten Jahren um einiges positiver als in den 1990er Jahren, als jährlich mehrere tausend Menschen aus der Stadt fortzogen.
So haben alle (offiziellen) Prognosen der letzten Jahre für Essen höhere Bevölkerungsverluste prognostiziert als tatsächlich eingetreten sind, da dabei oft nur Trends fortgeschrieben wurden. Es gibt einige Indizien dafür, dass die prognostizierten Bevölkerungsverluste in den nächsten zehn bis 15 Jahren erheblich geringer ausfallen werden.
Im März 2016 veröffentlichte die Deutsche Postbank AG eine unter Leitung von Michael Bräuninger, Professor an der Helmut-Schmidt-Universität, durchgeführte Studie unter dem Titel Wohnatlas 2016 – Leben in der Stadt, in der für 36 deutsche Großstädte auch eine Bevölkerungsprognose für das Jahr 2030 durchgeführt wird. Sie berücksichtigt auch explizit den Zuzug im Rahmen der Flüchtlingskrise in Deutschland ab 2015. Für Essen wird darin von 2015 bis 2030 trotz Flüchtlingszuzug ein Bevölkerungsrückgang von 3,62 % vorhergesagt.

## Bevölkerungsstruktur
Die größten Gruppen der melderechtlich in Essen registrierten Personen mit einer ausländischen Staatsangehörigkeit (ohne doppelte Staatsangehörigkeit) kamen am 31. März 2020 aus der Türkei (14.484), Syrien (13.076), Polen (6.952), Irak (5.367), Serbien/Kosovo/Montenegro (4.199), Libanon (1.609), Afghanistan (2.504), Rumänien (4.652), Russische Föderation (1.800), Marokko (1.338), Italien (2.924), Griechenland (3.000), Iran (1.863), Kroatien (2.880), China (3.247), Bulgarien (2.471), Spanien (1.911), Nigeria (1.203), Niederlande (1.306), Indien (1.561), Ukraine (1.063), Bosnien und Herzegowina (1.248) und Mazedonien (1.049).
| Bevölkerung                                                        | Stand 31. März 2020 |
| ------------------------------------------------------------------ | ------------------- |
| Einwohner mit Hauptwohnsitz                                        | 590.908             |
| davon männlich                                                     | 288.404             |
| davon weiblich                                                     | 302.504             |
| Einwohner mit deutscher Staatsangehörigkeit                        | 428.919             |
| davon männlich                                                     | 205.135             |
| davon weiblich                                                     | 223.784             |
| Einwohner nur mit deutscher Staatsangehörigkeit in %               | 72,6                |
| Einwohner mit deutscher und ausländischer Staatsangehörigkeit      | 061.888             |
| davon männlich                                                     | 030.986             |
| davon weiblich                                                     | 030.902             |
| Einwohner mit deutscher und ausländischer Staatsangehörigkeit in % | 10,5                |
| Einwohner mit ausländischer Staatsangehörigkeit                    | 100.101             |
| davon männlich                                                     | 052.283             |
| davon weiblich                                                     | 047.818             |
| Einwohner mit ausländischer Staatsangehörigkeit in %               | 16,9                |

Quelle: Stadt Essen – Amt für Statistik, Stadtforschung und Wahlen

## Altersstruktur

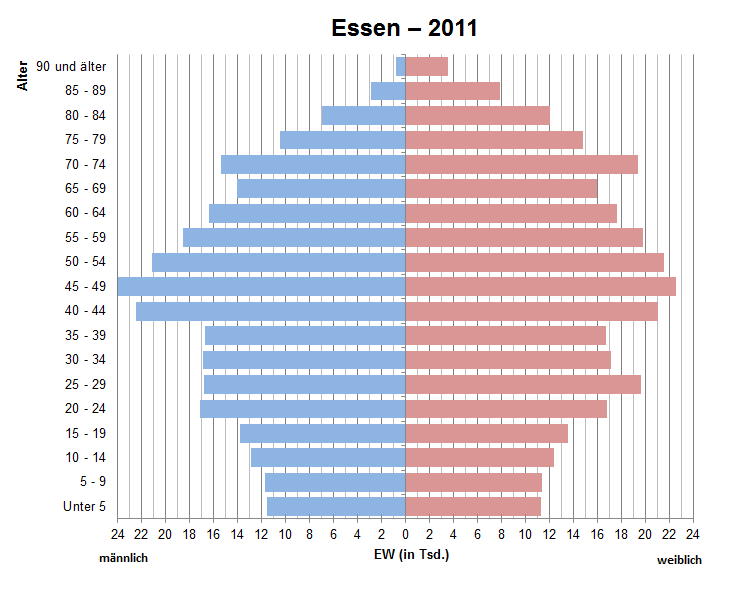
Bevölkerungspyramide für Essen (Datenquelle: Zensus 2011)

Eine Besonderheit stellt die Alterungsstruktur dar. Verglichen mit anderen Großstädten ist die Alterung der Essener Bevölkerung bereits weit fortgeschritten. Die Anzahl der Jüngeren (unter 20) ist niedrig, der Anteil der Älteren (über 60) liegt heute schon bei fast 30 Prozent (Landesdurchschnitt am 31. Dezember 2010: 25,9 Prozent). Für die nächsten Jahre wird der Anteil an Kindern und Jugendlichen nur noch wenig zurückgehen, die Zahl der Senioren wird weiter steigen. Dies sind die Folgen von vier Jahrzehnten Geburtendefizit und Wanderungsverlust, die sich nun mit Vehemenz bemerkbar machen. Der demographische Wandel in der Stadt Essen ist der des gesamten Bundesgebietes damit schon voraus.
Die folgende Übersicht zeigt die Altersstruktur vom 31. Dezember 2010 (Hauptwohnsitze).
| Alter von – bis | Einwohnerzahl | Anteil in Prozent |
| --------------- | ------------- | ----------------- |
| 0 – 4           | 023.367       | 04,1              |
| 05 – 14         | 048.562       | 08,4              |
| 15 – 19         | 028.928       | 05,0              |
| 20 – 24         | 035.477       | 06,2              |
| 25 – 29         | 036.621       | 06,4              |
| 30 – 39         | 069.036       | 12,0              |
| 40 – 49         | 089.236       | 15,5              |
| 50 – 59         | 081.585       | 14,2              |
| 60 – 64         | 034.193       | 06,0              |
| über 65         | 127.630       | 22,2              |
| Gesamt          | 574.635       | 100,00            |

Quelle: Landesbetrieb Information und Technik Nordrhein-Westfalen

## Stadtbezirke
Die Einwohnerzahlen beziehen sich auf den 30. Juni 2020 (Hauptwohnsitze).
| Name                                                             | Fläche in km² | Einwohner- zahl | Einwohner je km² |
| ---------------------------------------------------------------- | ------------- | --------------- | ---------------- |
| Stadtbezirk I Stadtmitte/Frillendorf/Huttrop                     | 15,59         | 68.263          | 4.378            |
| Stadtbezirk II Rüttenscheid/Bergerhausen/Rellinghausen/Stadtwald | 13,41         | 54.329          | 4.051            |
| Stadtbezirk III Essen-West                                       | 16,41         | 99.253          | 6.048            |
| Stadtbezirk IV Borbeck                                           | 24,68         | 83.665          | 3.389            |
| Stadtbezirk V Altenessen/Karnap/Vogelheim                        | 18,33         | 58.262          | 3.178            |
| Stadtbezirk VI Katernberg/Schonnebeck/Stoppenberg                | 13,01         | 52.349          | 4.023            |
| Stadtbezirk VII Steele/Kray                                      | 20,80         | 71.304          | 3.428            |
| Stadtbezirk VIII Essen-Ruhrhalbinsel                             | 33,36         | 51.929          | 1.556            |
| Stadtbezirk IX Werden/Kettwig/Bredeney                           | 54,91         | 51.788          | 0.925            |
| Essen                                                            | 210,490       |                 |                  |

Quelle: Amt für Statistik, Stadtforschung und Wahlen der Stadt Essen